# Izabel Goulart
Maria Izabel Goulart Dourado (n. 23 octombrie 1984, São Carlos, São Paulo, Brazilia) este un fotomodel brazilian.
Ea a fost descoperită pe când făcea cumpărături în orașul natal împreună cu mama ei.
A avut o ascensiune rapidă ajungâng pe lista agenției de modă Victoria's Secret.